# Keroplatus apicalis
Keroplatus apicalis är en tvåvingeart som beskrevs av Adams 1903. Keroplatus apicalis ingår i släktet Keroplatus och familjen platthornsmyggor.
Artens utbredningsområde är Kansas. Inga underarter finns listade i Catalogue of Life.